# Southgate (metropolitana di Londra)
Southgate è una stazione della metropolitana di Londra della linea Piccadilly.

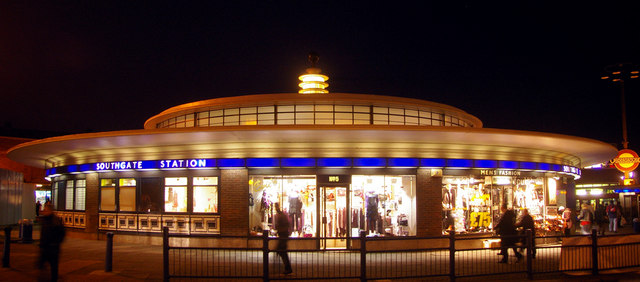
Vista notturna della stazione

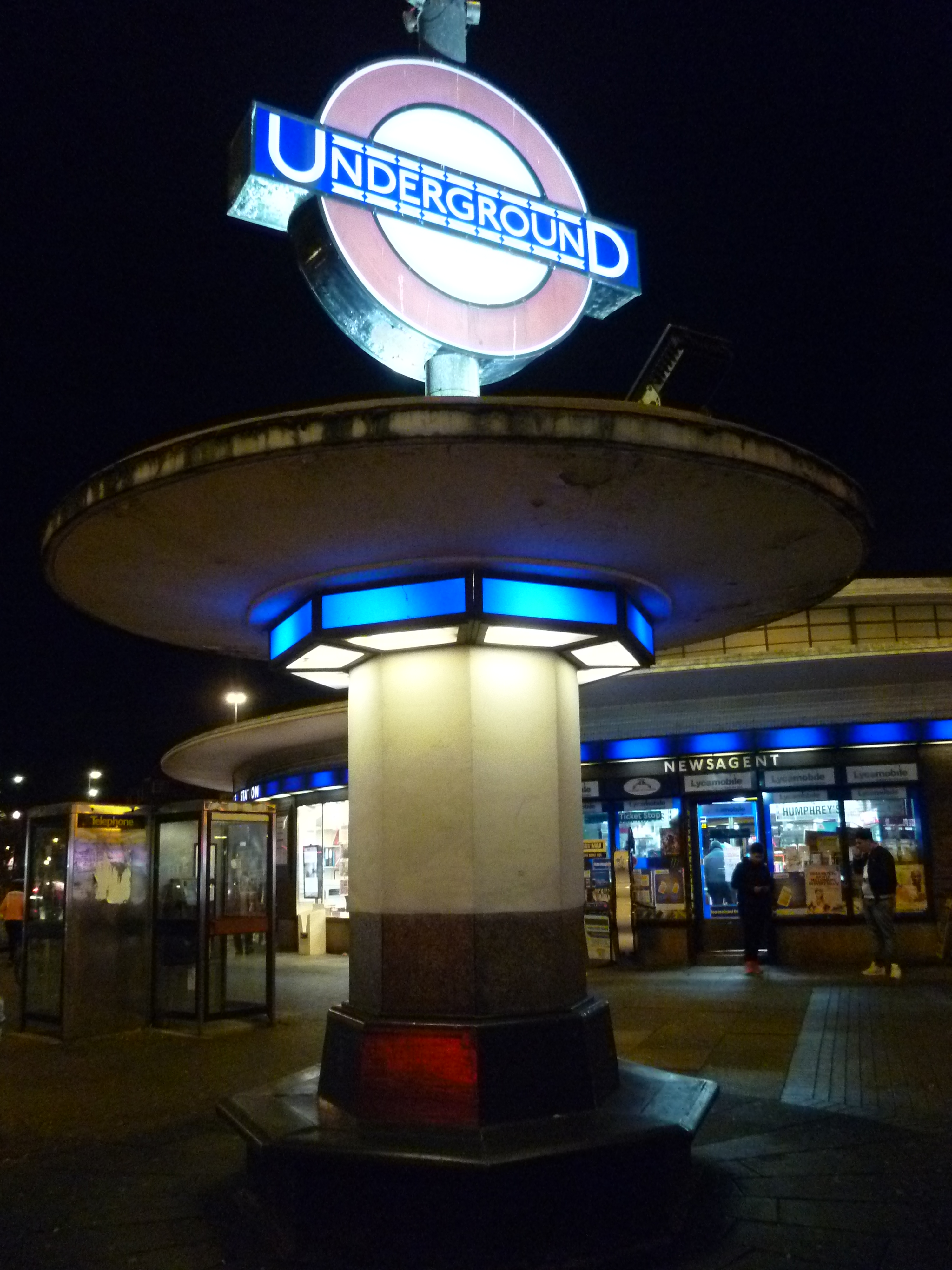
Insegna della stazione e panchine

## Storia
La stazione fu aperta il 13 marzo 1933 nell'ambito della seconda fase dell'estensione della linea Piccadilly verso nord da Finsbury Park a Cockfosters. Prima dell'apertura erano stati suggeriti i nomi alternativi di Chase Side e di Southgate Central. 
In occasione dell'apertura, i residenti di Southgate usufruirono di un biglietto omaggio di andata e ritorno per Piccadilly Circus.
La stazione è in stile art déco in mattoni, vetro e cemento armato ed è uno dei progetti più famosi tra le molte stazioni che Charles Holden realizzò per la metropolitana. L'edificio è a pianta circolare, con un tetto in cemento armato sporgente. Dall'esterno il tetto piatto della sezione centrale sopraelevata appare sostenuto solo da una fila di finestre orizzontali a cleristorio che danno luce all'interno del vestibolo e della biglietteria. Il tetto è in realtà sostenuto da una singola colonna centrale. L'intero edificio è sormontato da un impianto di illuminazione che ricorda una bobina di Tesla.

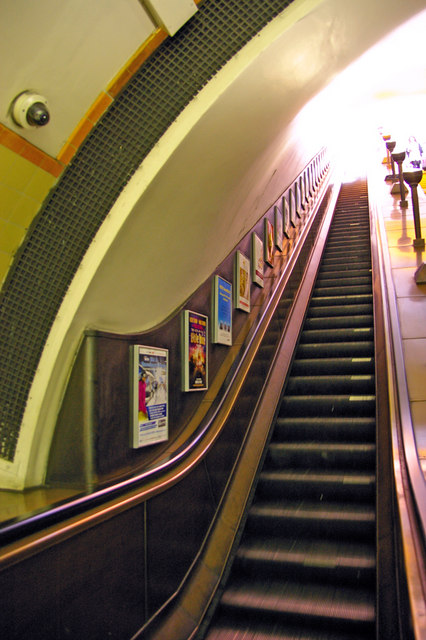
Scale mobili con lampioni alla stazione di Southgate

Così come Arnos Grove, Oakwood e Cockfosters, Southgate dal 19 febbraio 1971, è un monumento classificato di Grado II (portato il 28 luglio 2009 a Grado II*) e conserva molto delle decorazioni originali. Le due scale mobili hanno l'illuminazione con i lampioni originali, e pannelli di bronzo sono in evidenza in tutta la stazione. Ci sono stati comunque dei cambiamenti; verso la fine degli anni novanta uno dei tre ingressi è stato murato per utilizzarlo come nuova biglietteria e a causa del disegno dei tornelli uno dei due ingressi rimanenti viene usato solo per l'uscita.
Le scale mobili originali sono state sostituite negli anni ottanta con il modello standard dell'epoca della London Transport. La balaustra delle scale mobili è stata fabbricata in bronzo anziché in alluminio, per mantenere l'aspetto estetico degli anni trenta e per soddisfare i requisiti dell'English Heritage.
La stazione è stata rinnovata nel 2008, con una nuova piastrellatura a livello delle piattaforme, un pavimento parzialmente rinnovato nella biglietteria e nuova segnaletica. Southgate ha vinto un premio speciale ai National Railway Heritage Awards del 2008 per il miglior restauro di una stazione d'epoca. L'aspetto ben preservato degli elementi originali della stazione, in particolare le scale mobili, ha reso Southgate popolare come set cinematografico per film d'epoca.
Il 16 luglio 2018 la stazione è stata rinominata "Gareth Southgate" per due giorni, in onore dell'allenatore della nazionale inglese Gareth Southgate, per avere portato l'Inghilterra al quarto posto nella Coppa del Mondo di calcio 2018. La rimozione non autorizzata dell'insegna da parte di una donna non identificata che aveva postato il video della sua bravata sui social media ha spinto la TfL a rilasciare una dichiarazione precisando che la donna non era un membro del personale della metropolitana e non aveva nessuna autorità per rimuovere l'insegna.

### Incidenti
Il 19 giugno 2018, intorno alle 19:00, ci fu un'esplosione all'ingresso della stazione, che causò cinque feriti.

## Strutture e impianti
Southgate è stata progettata come punto di interscambio tra bus e metropolitana e l'edificio principale si trova su un'isola spartitraffico tra Southgate Circus e Station Parade, dove si trova una serie di fermate dell'autobus.
La stazione si trova su una collina e, sebbene le piattaforme delle stazioni precedente e successiva sulla linea si trovino in superficie, quelle di Southgate sono in una breve sezione di tunnel. Le imboccature dei tunnel sono visibili guardando sia verso nord sia verso sud, un caso unico per una stazione di profondità della metropolitana. Southgate è la stazione sotterranea più a nord dell'intera rete metropolitana.
È situata nella Travelcard Zone 4.

## Interscambi
Nelle vicinanze della stazione effettuano fermata numerose linee automobilistiche urbane, gestite da London Buses.
- Fermata autobus

## Nella cultura di massa
La stazione è stata utilizzata come set cinematografico nel film Fine di una storia del 1999 e per l'episodio È troppo facile della serie televisiva Miss Marple del 2009..